# Едоський договір
Едоський договір (яп. 日露修好通商条約, にちろしゅうこうつうしょうじょうやく) — японсько-російський договір «про дружбу і торгівлю». Підписаний 19 серпня 1858 Іноуе Наосуке та Євфімієм Путятіним в місті Едо. Один із нерівноправних договорів Японії із західними державами. Підтверджував Сімодський трактат 1855 року і скасувував пояснювальний і додатковий трактати 1857 року. Набув чинності 1 липня 1859.

## Короткі відомості
Згідно з договором сторони домовились обмінятися постійними дипломатичними представниками і генеральними консулами; у відкритих для російської торгівлі портах засновувались російські консульства. Окрім відкритих раніше портів Хакодате і Наґасакі, японський уряд замість порту Сімода відкривав для росіян порти Канаґава та Хьоґо і зобов'язувався відкрити з 1860 року  ще один зручний порт на західному березі острова Хонсю. Російським підданим дозволялось жити в окремих портах, орендувати землю, купувати, орендувати чи будувати на цих землях будівлі; проживати з метою торгівлі в Едо (з 1862) і Осаки (з 1863)
Торгівля між росіянами і японцями повинна була проводитись вільно, без втручання влади обох держав. Врегулювання конфліктів між підданими сторін покладалося на російських консулів спільно з представниками місцевої влади; винні карались за законами своєї країни. Підданим обох держав на території на території іншої сторони був наданий «режим найбільшого сприяння».
Договір був чинним до 1895 до нього додавались правила торгівлі росіян в Японії і митний тариф.
23 грудня 1867 в Едо була підписана конвенція, яка скасувала майже всі обмеження в російсько-японській торгівлі. До неї був доданий новий тариф. Японські піддані отримали право прямої торгівлі в Росії.